# No.6 Collaborations Project
No.6 Collaborations Project är ett album av den brittiska sångaren Ed Sheeran som släpptes den 12 juli 2019. Albumet klassas inte som Sheerans fjärde studioalbum utan klassas snarare som ett kollaborationsalbum, och innehåller endast samarbeten med andra artister, såsom bland andra Justin Bieber, Bruno Mars, Eminem, Khalid och Cardi B.
Skivan är gjord som en uppföljare till Sheerans femte EP som släpptes 2011, No.5 Collaborations Project. 

## Bakgrund
Albumet föregicks av singlarna "I Don´t Care", "Cross Me", "Beautiful People", "Best Part of Me" och "BLOW". Även "South of the Border", "Antisocial" och "Take Me Back to London" promotades som singlar efter albumets release.
Sheeran uttryckte i samband med albumets tillkännagivande att han startade jobbet på skivan på sin laptop under sin turné och att han var ett fan av alla han samarbetat med på albumet.

## Låtlista
| 1.           | Beautiful People (feat. Khalid)                        | 3:17  |
| 2.           | South of The Border (feat. Camila Cabello & Cardi B)   | 3:24  |
| 3.           | Cross Me (feat. Chance The Rapper & PnB Rock)          | 3:26  |
| 4.           | Take Me Back To London (feat. Stormzy)                 | 3:09  |
| 5.           | Best Part Of Me (feat. YEBBA)                          | 4:03  |
| 6.           | I Don´t Care (with Justin Bieber)                      | 3:39  |
| 7.           | Antisocial (with Travis Scott)                         | 2:41  |
| 8.           | Remember The Name (feat. Eminem & 50 Cent)             | 3:27  |
| 9.           | Feels (feat. Young Thug & J Hus)                       | 2:30  |
| 10.          | Put It All On Me (feat. Ella Mai)                      | 3:17  |
| 11.          | Nothing On You (feat. Paulo Londra & Dave)             | 3:20  |
| 12.          | I Don´t Want Your Money (feat. H.E.R.)                 | 3:24  |
| 13.          | 1000 Nights (feat. Meek Mill & A Boogie Wit da Hoodie) | 3:32  |
| 14.          | Way To Break My Heart (feat. Skrillex)                 | 3:10  |
| 15.          | BLOW (with Chris Stapleton & Bruno Mars)               | 3:29  |
| Total längd: | Total längd:                                           | 49:48 |